# Cantó de Còntes
El cantó de Còntes és un cantó francès del departament dels Alps Marítims, situat al districte de Niça. Té 7 municipis i el cap és Còntes.

## Municipis
- Bendejun
- Bèrra
- Cantaron
- Castèunòu e Vilavièlha
- Coarasa
- Còntes
- Drap

## Història
| Data d'elecció                           | Identitat       | Partit | Qualitat |
| ---------------------------------------- | --------------- | ------ | -------- |
| 1970-1996                                | Roger Carlès    | PCF    |          |
| 1996-                                    | Francis Tujague | PCF    |          |
| les dades anteriors no són pas conegudes |                 |        |          |
|                                          |                 |        |          |

| 1962  | 1968  | 1975  | 1982   | 1990   | 1999   | 2007   |
| ----- | ----- | ----- | ------ | ------ | ------ | ------ |
| 5.815 | 7.215 | 8.260 | 11.353 | 14.098 | 15.484 | 16.150 |